# جوزيف ديفيس برودهيد
جوزيف ديفيس برودهيد هو محامي وقاضي وسياسي أمريكي، ولد في 12 يناير 1859 في إيستون (بنسيلفانيا) في الولايات المتحدة، وتوفي في 23 أبريل 1920. نشط حزبياً في الحزب الديمقراطي. وقد انتخب عضو مجلس النواب الأمريكي.